# Haterk
Haterk (in armeno Հաթէրք?, in azero Həsənriz) è una comunità rurale del distretto di Kəlbəcər, in Azerbaigian, fino al 2024 appartenente alla regione di Martakert nella repubblica di Artsakh (fino al 2017 denominata repubblica del Nagorno Karabakh).
Il paese, una delle più popolate comunità rurali della regione, si trova nella vallata del fiume Tartar a pochi chilometri dal bacino idrico di Sarsang.